# Stenocyphon sasajii
Stenocyphon sasajii là một loài bọ cánh cứng trong họ Scirtidae. Loài này được Lawrence miêu tả khoa học năm 2001.